# Laphria reinwardtii
Laphria reinwardtii är en tvåvingeart som beskrevs av Christian Rudolph Wilhelm Wiedemann 1828. Laphria reinwardtii ingår i släktet Laphria och familjen rovflugor. Inga underarter finns listade i Catalogue of Life.